# Canyon County
Canyon County är ett administrativt område i delstaten Idaho, USA, med 188 923 invånare (2010). Den administrativa huvudorten (county seat) är Caldwell. 

## Geografi
Enligt United States Census Bureau så har countyt en total area på 1 563 km². 1 527 km² av den arean är land och 36 km² är vatten. 

### Angränsande countyn
- Payette County, Idaho - nord
- Gem County, Idaho - nordöst
- Ada County, Idaho - öst
- Owyhee County, Idaho - syd
- Malheur County, Oregon - väst